# 970-talet f.Kr.

## Händelser
- 978 f.Kr. – Siamun efterträder Osorkon d.ä. som farao av Egypten.

## Födda
- 973 f.Kr. – Baal-Eser I, kung av Tyros.
- 973 f.Kr. – Rehoboam, kung av Förenade kungariket Israel.

## Avlidna
- 970 f.Kr. Israeliternas kung David avlider och efterträds av sin son, Salomo.